# Liste der Richter am Ständigen Internationalen Gerichtshof

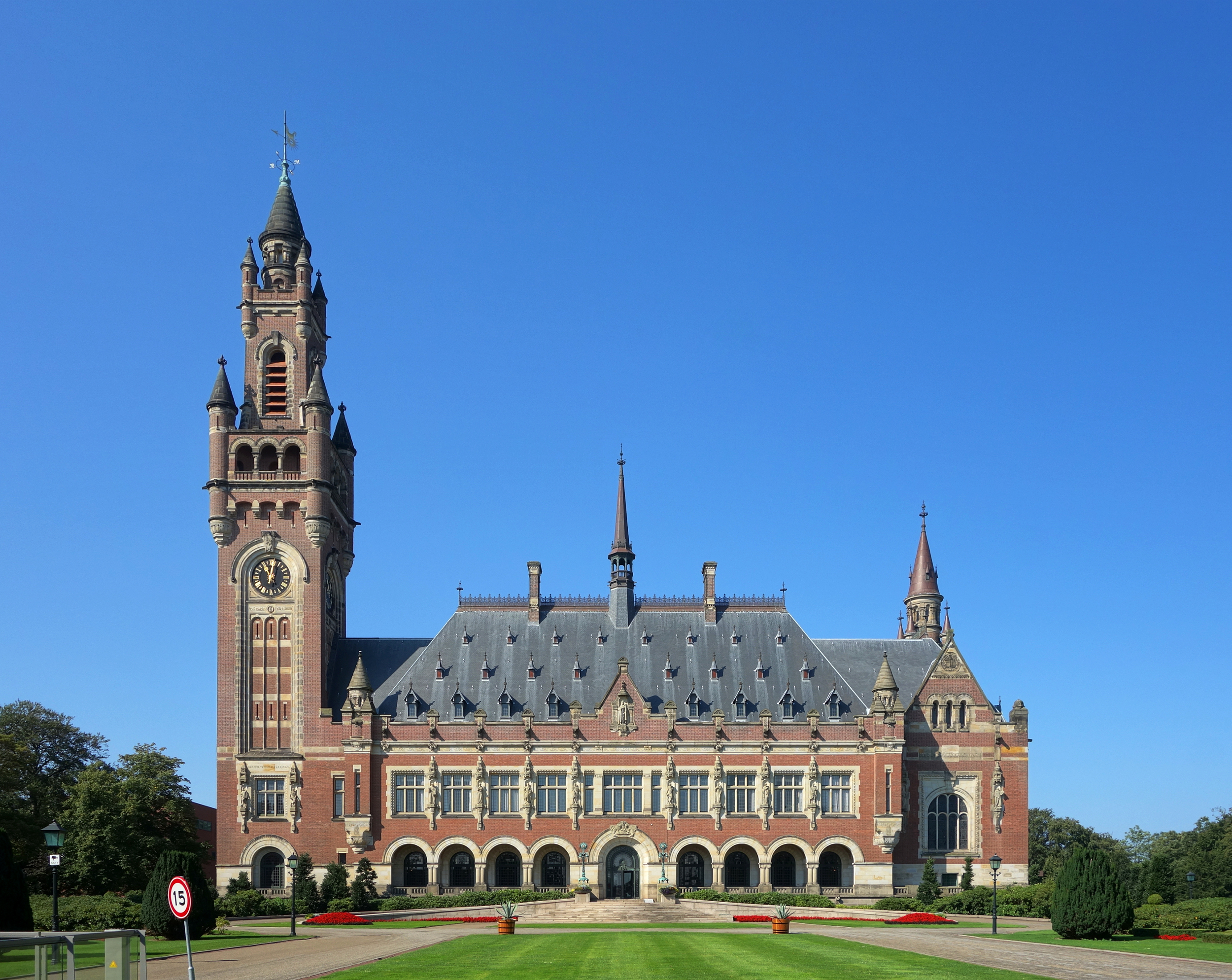
Sitz des Gerichtshofs im Friedenspalast in Den Haag

Die Liste der Richter am Ständigen Internationalen Gerichtshof enthält alle 36 Personen, die zwischen 1922 und 1946 als regulär gewählte Richter am Ständigen Internationalen Gerichtshof tätig waren. Nicht aufgeführt sind Richter, die entsprechend den Statuten des Gerichts ad hoc von einem an einem Verfahren beteiligten Land hinzugezogen wurden.
Die Tabelle ist innerhalb der Spalten sortierbar, so dass verschiedene Darstellungen wie beispielsweise eine Anordnung nach dem Beginn der Amtszeit beziehungsweise einer Präsidentschaft oder eine Gruppierung nach den Herkunftsländern möglich ist.

## Auswahl der Richter
Der Ständige Internationale Gerichtshof bestand ab dem 30. Januar 1922 und setzte sich aus zunächst aus elf Richtern und vier Hilfsrichtern, später aus 15 Richtern ohne Hilfsrichter zusammen, die jeweils für einen Zeitraum von neun Jahren gewählt wurden und wiederwählbar waren. Die Wahl erfolgte durch den Rat und die Versammlung des Völkerbundes auf der Grundlage von Vorschlägen durch die nationalen Gruppen des Ständigen Schiedshofs. Schied ein Richter vor Ablauf seiner Amtszeit aus, so wurde eine Nachwahl für den Rest seiner Amtsperiode durchgeführt. Präsident und Vizepräsident wurden vom Ständigen Internationalen Gerichtshof für eine Amtszeit von drei Jahren gewählt, wobei auch hier eine Wiederwahl möglich war.
Persönliche Voraussetzungen der Kandidaten waren das Vorliegen der Qualifikation für das höchste richterliche Amt in ihrem Heimatland sowie Kompetenz im Bereich des Völkerrechts. Keine zwei Richter, die zur selben Zeit am Gericht wirkten, durften aus demselben Land stammen. Die Auswahl der Richter sollte die verschiedenen Kulturkreise und Rechtssysteme in der Welt angemessen repräsentieren. Die Abwahl eines Richters war nur möglich durch einstimmigen Beschluss der anderen Richter. Die Hilfsrichter (juges-suppléant) hatten die Funktion, die regulären Richter zu vertreten, wenn diese nicht anwesend sein konnten. Dieses Amt wurde durch eine Revision des Gerichtsstatuts zum 1. Februar 1936 abgeschafft, womit die Mandate der zu diesem Zeitpunkt amtierenden Hilfsrichter entfielen. Bereits vor dem Inkrafttreten dieser Änderung waren bei den Richterwahlen im September 1930 neben den vier Hilfsrichtern 15 reguläre Richter gewählt worden. Für die Hilfsrichter ist die Amtszeit in der Tabelle durch Kursivsatz markiert. Drei Richter (Rafael Erich, Dumitru Negulescu und Wang Ch'ung-hui) haben nach ihrer Zeit als Hilfsrichter später auch als reguläre Richter amtiert.
Die turnusgemäß für 1939 geplanten Richterwahlen fanden auf Grund des Beginns des Zweiten Weltkrieges nicht statt. Alle zu diesem Zeitpunkt tätigen Richter blieben durch einen Beschluss der Völkerbundversammlung über das Ende ihrer Amtszeit hinaus bis zu einer späteren Neuwahl im Amt. Der Gerichtshof traf am 26. Februar 1940 mit einer Anordnung im Fall Electricity Company of Sofia and Bulgaria seine letzte Entscheidung und stellte 1942 seine Aktivitäten kriegsbedingt ein. Nach dem Ende des Krieges trat das Gericht im Oktober 1945 letztmals zusammen. Zu diesem Zeitpunkt waren nach dem Tod von Michał Jan Rostworowski (März 1940) sowie den Rücktritten von Francisco José Urrutia (Januar 1942), Nagaoka Harukazu (Januar 1942) und Henri Fromageot (Juni 1945) vier Richterstellen unbesetzt. Die verbliebenen elf Richter erklärten am 30. Januar 1946 ihren Rücktritt, am 18. April des gleichen Jahres beschloss die Völkerbundversammlung die Auflösung des Gerichtshofs.
Als Nachfolgeeinrichtung entstand 1945 mit der Verabschiedung der Charta der Vereinten Nationen der Internationale Gerichtshof, der ein Jahr später seine Arbeit aufnahm. José Gustavo Guerrero, der als letzter Präsident des Ständigen Internationalen Gerichtshofs und als erster Präsident des Internationalen Gerichtshofs wirkte, sowie Charles de Visscher sind die einzigen Richter, die an beiden Gerichten tätig waren.

## Liste der Richter
| Herkunftsland                               | Name                                               | Amtszeit            | Präsident | Vizepräsident |
| ------------------------------------------- | -------------------------------------------------- | ------------------- | --------- | ------------- |
| Spanien                                     | Rafael Altamira (1866–1951)                        | 1922–1946           |           |               |
| Italien                                     | Dionisio Anzilotti (1867–1950)                     | 1922–1946           | 1928–1930 |               |
| Brasilien                                   | Ruy Barbosa (1849–1923)                            | 1922–1923           |           |               |
| Norwegen                                    | Frederik Valdemar Nikolai Beichmann (1859–1937)    | 1922–1930           |           |               |
| Kuba                                        | Antonio Sánchez de Bustamante y Sirvén (1865–1951) | 1922–1946           |           |               |
| Vereinigtes Königreich                      | Robert Bannatyne Finlay (1842–1929)                | 1922–1929           |           |               |
| Schweiz                                     | Max Huber (1874–1960)                              | 1922–1930           | 1925–1927 | 1928–1930     |
| Königreich der Serben, Kroaten und Slowenen | Mihailo Jovanović (1855–1944)                      | 1922–1930           |           |               |
| Niederlande                                 | Bernard Loder (1849–1935)                          | 1922–1930           | 1922–1924 |               |
| Vereinigte Staaten                          | John Bassett Moore (1860–1947)                     | 1922–1928           |           |               |
| Rumänien                                    | Demetru Negulescu (1875–1950)                      | 1922–1930 1931–1946 |           |               |
| Dänemark                                    | Didrik Nyholm (1858–1931)                          | 1922–1930           |           |               |
| Japan                                       | Oda Yorozu (1868–1945)                             | 1922–1930           |           |               |
| China                                       | Wang Ch’ung-hui (1881–1958)                        | 1922–1930 1931–1936 |           |               |
| Frankreich                                  | André Weiss (1858–1928)                            | 1922–1928           |           | 1922–1928     |
| Brasilien                                   | Epitácio Lindolfo da Silva Pessoa (1865–1942)      | 1923–1930           |           |               |
| Vereinigte Staaten                          | Charles Evans Hughes (1862–1948)                   | 1928–1930           |           |               |
| Frankreich                                  | Henri Fromageot (1864–1949)                        | 1929–1945           |           |               |
| Vereinigtes Königreich                      | Cecil Hurst (1870–1963)                            | 1929–1946           | 1934–1936 | 1937–1946     |
| Vereinigte Staaten                          | Frank Billings Kellogg (1856–1937)                 | 1930–1935           |           |               |
| Japan                                       | Adachi Mineichirō (1870–1934)                      | 1931–1934           | 1931–1934 |               |
| Finnland                                    | Rafael Erich (1879–1946)                           | 1931–1936 1938–1946 |           |               |
| Niederlande                                 | Willem van Eysinga (1878–1961)                     | 1931–1946           |           |               |
| El Salvador                                 | José Gustavo Guerrero (1876–1958)                  | 1931–1946           | 1936–1946 | 1931–1936     |
| Portugal                                    | José Caeiro da Mata (1877–1963)                    | 1931–1936           |           |               |
| Königreich Jugoslawien                      | Mileta Novaković (1878–1940)                       | 1931–1936           |           |               |
| Österreich                                  | Josef Redlich (1869–1936)                          | 1931–1936           |           |               |
| Belgien                                     | Edouard Rolin-Jaequemyns (1863–1936)               | 1931–1936           |           |               |
| Polen                                       | Michał Jan Rostworowski (1864–1940)                | 1931–1940           |           |               |
| Deutschland                                 | Walther Schücking (1875–1935)                      | 1931–1935           |           |               |
| Kolumbien                                   | Francisco José Urrutia (1870–1950)                 | 1931–1942           |           |               |
| Japan                                       | Nagaoka Harukazu (1877–1949)                       | 1935–1942           |           |               |
| China                                       | Cheng Tien-hsi (1884–1970)                         | 1936–1946           |           |               |
| Schweden                                    | Åke Hammarskjöld (1893–1937)                       | 1936–1937           |           |               |
| Vereinigte Staaten                          | Manley Ottmer Hudson (1886–1960)                   | 1936–1946           |           |               |
| Belgien                                     | Charles De Visscher (1884–1973)                    | 1937–1946           |           |               |

## Liste der Wahlen
| Datum                  | Anlass                                                         | Gewählt als Richter | Gewählt als Hilfsrichter                                                                        |
| ---------------------- | -------------------------------------------------------------- | --- | ----------------------------------------------------------------------------------------------- |
| 14.–16. September 1921 | Erstmalige Wahl nach Gründung des Gerichtshofs                 | - Rafael Altamira - Dionisio Anzilotti - Ruy Barbosa - Antonio Sánchez de Bustamante y Sirvén - Robert Bannatyne Finlay - Max Huber - Bernard Loder - John Bassett Moore - Didrik Nyholm - Oda Yorozu - André Weiss | - Frederik Valdemar Nikolai Beichmann - Mihailo Jovanović - Demetru Negulescu - Wang Ch’ung-hui |
| 10. September 1923     | Tod von Ruy Barbosa                                            | - Epitácio Lindolfo da Silva Pessoa |                                                                                                 |
| 8. September 1928      | Rücktritt von John Bassett Moore                               | - Charles Evans Hughes |                                                                                                 |
| 19. September 1929     | Tod von Robert Bannatyne Finlay und André Weiss                | - Henri Fromageot - Cecil Hurst |                                                                                                 |
| 17. September 1930     | Rücktritt von Charles Evans Hughes                             | - Frank Billings Kellogg |                                                                                                 |
| 25. September 1930     | Turnusgemäße Neuwahl                                           | - Adachi Mineichirō - Rafael Altamira - Dionisio Anzilotti - Antonio Sánchez de Bustamante y Sirvén - Willem van Eysinga - Henri Fromageot - José Gustavo Guerrero - Cecil Hurst - Frank Billings Kellogg - Demetru Negulescu - Edouard Rolin-Jaequemyns - Michał Jan Rostworowski - Walther Schücking - Francisco José Urrutia - Wang Ch’ung-hui | - Rafael Erich - José Caeiro da Mata - Mileta Novaković - Josef Redlich                         |
| 14. September 1935     | Tod von Adachi Mineichirō                                      | - Nagaoka Harukazu |                                                                                                 |
| 8. Oktober 1936        | Tod von Walther Schücking Rücktritt von Frank Billings Kellogg | - Åke Hammarskjöld - Manley Ottmer Hudson |                                                                                                 |
| 8. Oktober 1936        | Rücktritt von Wang Ch’ung-hui                                  | - Cheng Tien-hsi |                                                                                                 |
| 27. Mai 1937           | Tod von Edouard Rolin-Jaequemyns                               | - Charles de Visscher |                                                                                                 |
| 26. September 1938     | Tod von Åke Hammarskjöld                                       | - Rafael Erich |                                                                                                 |

Bei der Wahl von 1921 wurde der chilenische Kandidat Alejandro Álvarez, der durch Chile, Brasilien und Uruguay nominiert worden war, von der Völkerbundversammlung gewählt, erhielt jedoch nicht die erforderliche absolute Mehrheit im Völkerbundrat. Der von Belgien, Griechenland und Japan vorgeschlagene belgische Kandidat Edouard Descamps, der mehrheitlich vom Völkerbundrat gewählt wurde, erreichte hingegen keine Mehrheit in der Völkerbundversammlung. Als Kompromisskandidat wurde Max Huber von beiden Gremien gewählt. Die gleiche Situation ergab sich zwischen Álvarez und Descamps bei der Wahl der Hilfsrichter, bei der dies durch die Wahl von Frederik Valdemar Nicolai Beichmann gelöst wurde.
Am 8. Oktober 1936 fanden zwei getrennte Nachwahlen mit verschiedenen Kandidatenlisten statt, einerseits für die Nachfolge von Walther Schücking und Frank Billings Kellogg sowie andererseits für die Nachfolge von Wang Ch’ung-hui.